# Electronic Entertainment Expo 2015
L'Electronic Entertainment Expo 2015, noto semplicemente come E3 2015, è stata la ventunesima edizione dell'Electronic Entertainment Expo. L'evento si è svolto tra il 14 giugno e il 18 giugno 2015 al Convention Center di Los Angeles (California).

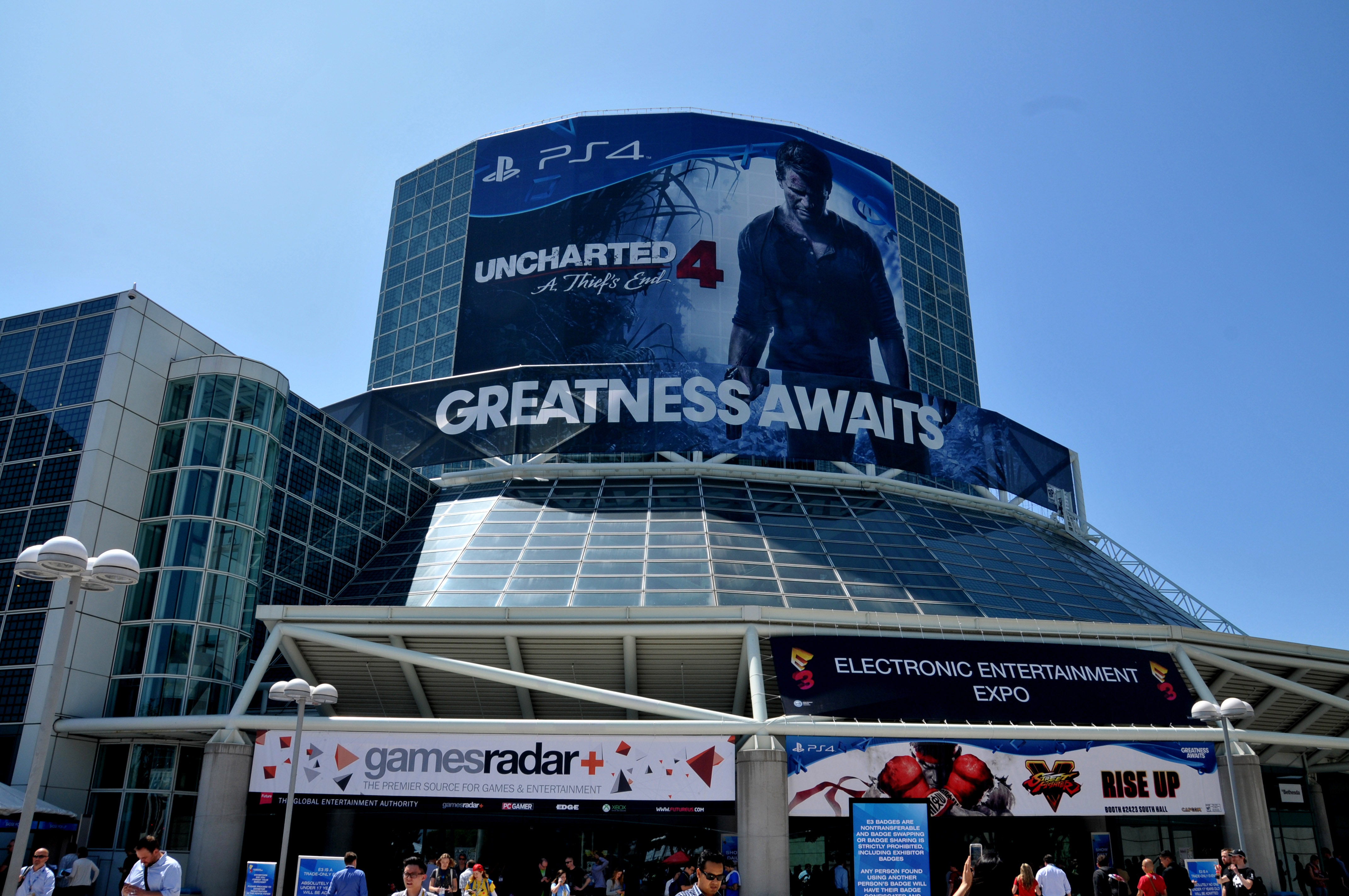
Veduta esterna del Los Angeles Convention Center.

## Conferenze stampa

### Bethesda
Bethesda ha tenuto la conferenza il 14 giugno alle 19:00 (PDT).
La conferenza è iniziata con la presentazione del nuovo Doom in uscita a primavera 2016, con l'annesso tool Doom Snapmap, che permetterà di creare a proprio piacimento le mappe di gioco e di condividerle. Viene mostrato un trailer di Battlecry, sparatutto concentrato sui combattimenti a squadre. Poi è il turno di Dishonored 2, seguito del precedente capitolo che si mostra con un nuovo trailer. Annunciato anche Dishonored Definitive Edition, riadattamento per current-gen di Dishonored che conterrà inoltre tutti i DLC usciti. Un breve lasso di tempo viene dedicato su The Elder Scrolls Online, uscito da poco su PS4 e Xbox One. L'attenzione si è poi spostata su Fallout 4. Molte le sequenza di gameplay mostrate e vengono annunciate le Collector's Edition, oltre alla data di uscita che è stata fissata al 10 novembre 2015. Annunciato inoltre Fallout Shelter, spin-off della serie Fallout che uscirà su iOS.

### Microsoft
Microsoft ha tenuto la conferenza il 15 giugno alle 9:30 (PDT). È durata 90 minuti.
Phil Spencer introduce così la conferenza Microsoft, che parte con Halo 5: Guardians, dove viene presentata una modalità multiplayer completamente riprogettata. Annunciato poi un nuovo progetto, ReCore, ideato da Keiji Inafume, sviluppato da Comcept e Armature Studio che uscirà come esclusiva Xbox One in primavera 2016. Viene poi viene annunciato che i titoli Xbox One saranno riproducibili in streaming su Windows 10, inoltre viene annunciata la retrocompatibilità su Xbox One, che sarà in grado tramite contenuti digitali a riprodurre i giochi Xbox 360 nella risoluzione nativa di Xbox One. Tramite questa nuovissima funzione viene mostrato un gameplay di Mass Effect su Xbox One. Successivamente si ripresenta Fallout 4, già visto nella precedente conferenza di Bethesda, dove viene annunciato che per l'Xbox One il gioco sarà in bundle con Fallout 3, inoltre quest'ultimo conterrà tutte le varie mod uscite su PC. Presentato poi un nuovo controller firmato Xbox One denominato Controller Elite che va a migliorare il precedente pad e la possibilità di apportare modifiche estetiche, oltre che la completa compatibilità con Windows 10. Annunciate le beta di Gigantic e Tom Clancy's The Division, entrambe in esclusiva Microsoft, che arriveranno rispettivamente a agosto (PC) e dicembre (Xbox One). Mostrato un breve trailer di Ashen, sempre un'esclusiva Microsoft che arriverà nel 2016, e la versione Xbox One di Elite Dangerous e DayZ. Vengono mostrati i trailer di Plants vs. Zombies: Garden Warfare 2 e Forza Motorsport 6; di quest'ultimo è stata fissata la data di uscita al 15 settembre 2015. Mostrato poi a sorpresa Dark Souls III con un brevissimo trailer. Confermato Rise of the Tomb Rider di Square Enix che rimane esclusiva temporale Microsoft, dopo di che viene mostrata una sequenza gameplay giocata in tempo reale di Minecraft con il nuovo Microsoft HoloLens. Mostrato Gears of War 4, che si presenta con un nuovo video gameplay molto esteso. Annunciato inoltre Gears of War Ultimate Edition, re-boot per Xbox One del primo Gears of War.

### Electronic Arts
Electronic Arts ha tenuto la conferenza il 15 giugno alle 13:00 (PDT). È durata un'ora.
La conferenza di EA parte con un teaser di pochi secondi di Mass Effect: Andromeda, per poi subito dopo aprire le danze con il nuovo Need for Speed, che sembra sempre più ritornare alle proprie origini con una grande varietà di personalizzazione dei propri veicoli. Annunciata poi una nuova espansione per Star Wars: The Old Republic. Poi si passa alla presentazione di un nuovo progetto chiamato Unravel, gioco sviluppato da un gruppo di sviluppatori svedesi. Mostrato nuovamente Plants vs. Zombies: Garden Warfare 2, già visto nella precedente conferenza Microsoft dove sono state mostrate diverse sequenze di gameplay. Il gioco arriverà a primavera 2016. Si passa ai titoli sportivi, che riceveranno tutti una parte Ultimate Team, modalità già vista sulla serie FIFA. NHL 16 riceverà una nuova league e NBA Live 16 completamente rimodernato dal punto di vista grafico e nella fisionomia della palla, presentato inoltre Madden NFL 16. Per la presentazione di FIFA 16, ospite d'eccezione fa il suo ingresso sul palco Pelé, battezzato nel suo ingresso "Miglior giocatore della storia", dove esprime il suo amore per lo sport del calcio. FIFA 16 presenta rispetto al capitolo precedente un gameplay completamente nuovo che lo rende molto più accurato, affinando ogni dettaglio, sarà molto più semplice gestire i reparti di gioco. Si chiude il sipario sui titoli sportivi e vengono annunciati per dispositivi mobile Minion Paradise e Star Wars: Galaxy of Heroes. Il primo incentrato sui celebri Minions, creature del franchise di Cattivissimo me, e il secondo è uno spin-off della saga videoludica di Star Wars. Poi è il turno di Mirror's Edge Catalyst, seguito del precedente che seguiva le vicende di Faith, sarà completamente open world. Infine è il turno di Star Wars: Battlefront che si mostra con un trailer gameplay abbastanza ampio.

### Ubisoft
Ubisoft ha tenuto la conferenza il 15 giugno alle 15:00 (PDT).
Ubisoft inizia la conferenza con South Park: The Fractured but Whole, sequel di South Park: The Stick of Truth, videogame del celebre cartone animato statunitense South Park. Annunciato un nuovo progetto chiamato For Honor sviluppato da Ubisoft Montreal. Il gioco si prospetta essere concentrato sui combattimenti corpo a corpo con spada in un ambiente medioevale. Presentata una nuova espansione per The Crew denominata The Crew: Wild Run. Mostrato un nuovo trailer di Tom Clancy's The Division, il videogioco post-apocalittico già visto al precedente E3 che ha riscosso enorme successo. Fissata la data di uscita all' 8 marzo 2016 dopo il precedente rinvio. Annunciato Anno 2205, simulatore di vita ambientato sulla Luna. Tante novità nel nuovo Just Dance, Just Dance 2016. I comandi di movimento non saranno limitati a prodotti come Kinect ma basterà semplicemente utilizzare la fotocamera del proprio smartphone, e sarà distribuito in 6 console differenti. Per le console di ultima generazione sarà anche disponibile un servizio in abbonamento chiamato  Just Dance Unlimited che permetterà tramite aggiornamenti di aggiungere nuove canzoni e coreografie. Presentato Tom Clancy's Rainbow Six Siege, che godrà di tante nuove modalità di gioco. Annunciato Trackmania Turbo, racing game con circuiti a creazione completamente casuale. La conferenza non si può non chiudere con il nuovo Assassin's Creed.Il videogioco a ciclo annuale di casa Ubisoft torna con Assassin's Creed: Syndicate che si presenta al pubblico con un nuovo video gameplay. A sipario ormai chiuso, viene annunciato Tom Clancy's Ghost Recon Wildlands, open world MMO giocabile sia in modalità cooperativa che in single player.

### Sony
Sony ha tenuto la conferenza il 15 giugno alle 18:00 (PDT).

### Nintendo
Per il terzo E3 consecutivo, Nintendo ha deciso di rinunciare a ospitare una conferenza stampa tradizionale in favore di un annuncio pre-registrato, annunciando il Nintendo Digital Event, che è stato trasmesso in streaming on-line il 16 giugno alle 9:00 (PDT).. Purtroppo Satoru Iwata non ha potuto partecipare per problemi di salute. L'11 luglio 2015 Iwata è venuto a mancare.

### Square Enix
Square Enix ha tenuto una conferenza il 16 giugno alle 9:00 (PDT).

### PC Gaming Show
Una conferenza stampa concentrata sui giochi per PC si è tenuta il 16 giugno alle 17:00 (PDT) dalla rivista gaming PC Gamer e AMD.Diverse aziende tra cui Blizzard Entertainment, Bohemia Interactive, Paradox Interactive, Obsidian Entertainment, così come Tripwire Interactive, Square Enix, Cloud Imperium Games e Devolver Digital erano presenti durante la conferenza. il convegno è stato ospitato da Sean Plott.

## Videogiochi presentati
| Activision Treyarch - Call of Duty: Black Ops III (PC / PS4 / XONE / PS3 / X360) Aurora 44 - Ashen (XONE) Bethesda - Battlecry (TBA) - Dishonored 2 (PC / PS4 / XONE) - Dishonored Definitive Edition (PC / PS4 / XONE) - Doom (PC / PS4 / XONE) - The Elder Scrolls Online (PS4 / XONE) - The Elder Scrolls: Legends (PC) - Fallout 4 (PC / PS4 / XONE) - Fallout Shelter (iOS) BioWare - Mass Effect: Andromeda (PC / PS4 / XONE) Capcom - Street Fighter V (PS4) Comcept e Armature Studio - ReCore (XONE) Electronic Arts - FIFA 16 (PC / PS4 / XONE) - Madden NFL 16 (PC / PS4 / XONE) - Minion Paradise (Android / iOS) - Mirror's Edge Catalyst (PC / PS4 / XONE) - NBA Live 16 (PC / PS4 / XONE) - Need for Speed (PC / PS4 / XONE) - NHL 16 (PC / PS4 / XONE) - Plants vs. Zombies: Garden Warfare 2 (TBA) - Rory McIlroy PGA Tour (PC / PS4 / XONE) - Star Wars: Galaxy of Heroes (Android / iOS) - Star Wars: Battlefront (PC / PS4 / XONE) - Unravel (TBA) | FromSoftware - Dark Souls III (PC / XONE / PS4) Guerrilla Games - Horizon Zero Dawn (PS4) Hello Games - No Man's Sky (PS4) Media Molecule - Dreams Microsoft - Forza Motorsport 6 (XONE) - Gears of War 4 (XONE) - Gears of War Ultimate Edition (XONE) - Gigantic (PC / XONE) - ION (PC / XONE) - Tacoma (TBA) - Halo 5: Guardians (XONE) MDHR - Cuphead (XONE) Nintendo - Animal Crossing: Amiibo Festival (Wii U) - Animal Crossing: Happy Home Designer (3DS) - Devil's Third (Wii U) - Fire Emblem: Fates (3DS) - Hyrule Warriors Legends (3DS) - Mario & Luigi: Paper Jam Bros. (3DS) - Mario Tennis: Ultra Smash (Wii U) - Metroid Prime: Federation Force (3DS) - Star Fox Zero (Wii U) - Shin Megami Tensei X Fire Emblem (Wii U) - Super Mario Maker (Wii U) - The Legend of Zelda: Tri Force Heroes (3DS) - Xenoblade Chronicles X (Wii U) - Yo-kai Watch (3DS) - Yoshi's Woolly World (Wii U) | Rare - Sea of Thieves (XONE) Sherida Halatoe - Beyond Eye (XONE) Square Enix - Lara Croft Go (Android / iOS) - NieR (PS4) - Deux Ex: Mankind Divided - Project Setsuna - Hitman (TBA) - Kingdom Hearts III (PS4 / XONE) - Just Cause 3 (PC / PS4 / XONE) - Final Fantasy VII Remake (PS4) - World of Final Fantasy (PSVita) - Rise of the Tomb Raider (XONE) - Fable Legends (XONE) Sony - The Last Guardian (PS4) - Uncharted 4: Fine di un ladro (PS4) - Until Dawn (PS4) - Shenmue III (PS4 / PC) - Horizon Zero Dawn (PS4) - Final Fantasy VII Remake (PS4) - Street Fighter V (PS4/PC) - No Man's Sky (PS4/PC) - Dreams (PS4) - Firewatch (Ps4/PC) Ubisoft - Anno 2205 (PC) - Assassin's Creed: Syndicate (PC / PS4 / XONE) - For Honor (TBA) - Just Dance 2016 (PC / PS4 / XONE / Wii U / PS3 / X360) - South Park: The Fractured but Whole (PC / PS4 / XONE) - Tom Clancy's Ghost Recon Wildlands (PC / PS4 / XONE) - Tom Clancy's The Division (PC / PS4 / XONE) - Tom Clancy's Rainbow Six Siege (PC / PS4 / XONE) - Trackmania Turbo (PC / PS4 / XONE) |

## Premi
I vincitori per questa edizione sono stati annunciati il 7 luglio 2015.
in grassetto i vincitori per categoria
Nota: Deus Ex: Mankind Divided, Tom Clancy's Ghost Recon Wildlands e XCOM 2 sono stati esclusi dalle nomination in quanto non sono stati resi giocabili ai giudici.
| Miglior presentazione | Gioco più originale | Miglior gioco per Console da casa |
| --- | --- | --- |
| - Fallout 4 (Bethesda Softworks) - Horizon Zero Dawn (Guerrilla Games/SCE) - Oculus Touch (Oculus VR) - Star Wars: Battlefront (DICE/EA) - Uncharted 4: Fine di un ladro (Naughty Dog/SCE)                                                              | - Horizon Zero Dawn (Guerrilla Games/SCE) - Abzu (Giant Squid/505 Games) - Cuphead (Studio MDHR) - The Last Guardian (Team Ico/SCE Japan Studio/SCE) - Unravel (Coldwood Interactive/EA)                                                                                  | - Uncharted 4: Fine di un ladro (Naughty Dog/SCE) - Fallout 4 (Bethesda Softworks) - Horizon Zero Dawn (Guerrilla Games/SCE) - Star Wars: Battlefront (DICE/EA) - Super Mario Maker (Nintendo)                                                                  |
| Miglior gioco per Dispositivi portatili | Miglior gioco per PC | Miglior Hardware presentato |
| - The Legend of Zelda: Tri Force Heroes (Nintendo) - Fallout Shelter (Bethesda Softworks) - Mario & Luigi: Paper Jam (AlphaDream/Nintendo) - Persona 4: Dancing All Night (Atlus)                                                                       | - Fallout 4 (Bethesda Softworks) - DOOM (id Software/Bethesda) - Just Cause 3 (Avalanche Studios/Square Enix) - Star Wars: Battlefront (DICE/EA) - Tom Clancy's Rainbow Six Siege (Ubisoft Montreal/Ubisoft)                                                              | - Oculus Touch (Oculus VR) - Microsoft HoloLens (Microsoft) - Oculus Rift (Oculus VR) - PlayStation VR (Sony Computer Entertainment) - Xbox Elite Wireless Controller (Microsoft)                                                                               |
| Miglior gioco d'azione | Miglior gioco d'avventura | Miglior gioco di ruolo |
| - Star Wars: Battlefront (DICE/EA) - DOOM (id Software/Bethesda) - Halo 5: Guardians (343 Industries/Microsoft) - Just Cause 3 (Avalanche Studios/Square Enix) - Tom Clancy's Rainbow Six Siege (Ubisoft Montreal/Ubisoft)                              | - Uncharted 4: Fine di un ladro (Naughty Dog/SCE) - Horizon Zero Dawn (Guerrilla Games/SCE) - Metal Gear Solid V: The Phantom Pain (Kojima Productions/Konami) - Rise of the Tomb Raider (Crystal Dynamics/Microsoft) - The Last Guardian (Team Ico/SCE Japan Studio/SCE) | - Fallout 4 (Bethesda Softworks) - Dark Souls III (From Software/Bandai Namco Games) - Fire Emblem: Fates (Intelligent Systems/Nintendo) - Mario & Luigi: Paper Jam (AlphaDream/Nintendo) - Sword Coast Legends (n-Space/Digital Extremes/Wizards of the Coast) |
| Miglior gioco di corsa | Miglior gioco sportivo | Miglior gioco Casual |
| - Need for Speed (Ghost Games/EA) - Forza Motorsport 6 (Turn 10 Studios/Microsoft) - Trackmania Turbo (Nadeo/Ubisoft) | - FIFA 16 (EA Canada/EA) - NHL 16 (EA Canada/EA) - Madden NFL 16 (EA Tiburon/EA) - Pro Evolution Soccer 2016 (Konami) - Rory McIlroy PGA Tour (EA Tiburon/EA) | - Super Mario Maker (Nintendo) - Disney Infinity 3.0 (Avalanche Software/Disney Interactive) - Guitar Hero Live (FreeStyleGames/Activision) - LEGO Dimensions (TT Games/WBIE) - Rock Band 4 (Harmonix)                                                          |
| Miglior gioco Multiplayer | Miglior gioco indie | Premio speciale |
| - Star Wars: Battlefront (DICE/EA) - Call of Duty: Black Ops III (Treyarch/Activision) - Halo 5: Guardians (343 Industries/Microsoft) - Tom Clancy's Rainbow Six Siege (Ubisoft Montreal/Ubisoft) - Tom Clancy's The Division (Ubisoft Massive/Ubisoft) | - No Man's Sky (Hello Games/SCE) - Abzu (Giant Squid/505 Games) - Below (Capy Games) - Cuphead (Studio MDHR) - Wattam (Funomena) | Uncharted 4: Fine di un ladro (Naughty Dog/SCE) |